# Temporada 1985-86 de los Philadelphia 76ers
La temporada 1985-86 fue la trigésimo séptima de los Philadelphia 76ers en la NBA, y la vigésimo tercera en Filadelfia, Pensilvania, tras haber jugado hasta entonces en Syracuse bajo el nombre de Syracuse Nationals. La temporada regular acabó con 54 victorias y 28 derrotas, ocupando el tercer puesto de la conferencia Este, clasificándose para los playoffs, en los que cayeron en las semifinales de conferencia ante Milwaukee Bucks.

## Elecciones en elDraft
| Ronda | Puesto | Jugador        | Posición  | Nacionalidad   | Universidad       |
| ----- | ------ | -------------- | --------- | -------------- | ----------------- |
| 1     | 21     | Terry Catledge | Ala-Pívot | Estados Unidos | South Alabama     |
| 2     | 33     | Greg Stokes    | Pívot     | Estados Unidos | Iowa              |
| 2     | 44     | Voise Winters  | Alero     | Estados Unidos | Bradley           |
| 4     | 90     | Derrick Gervin | Alero     | Estados Unidos | Texas-San Antonio |

## Temporada regular
| División Atlántico   | División Atlántico | División Atlántico | División Atlántico | División Atlántico | División Atlántico | División Atlántico | División Atlántico | División Atlántico |
| Equipo               | G                  | P                  | %                  | PD                 | Casa               | Fuera              | Div                |                    |
| -------------------- | ------------------ | ------------------ | ------------------ | ------------------ | ------------------ | ------------------ | ------------------ | ------------------ |
| y-Boston Celtics     | 67                 | 15                 | .817               | –                  | 40–1               | 27–14              | 18–6               |                    |
| x-Philadelphia 76ers | 54                 | 28                 | .659               | 13                 | 31–10              | 23–18              | 15–9               |                    |
| x-Washington Bullets | 39                 | 43                 | .476               | 28                 | 26–15              | 13–28              | 11–13              |                    |
| x-New Jersey Nets    | 39                 | 43                 | .476               | 28                 | 26–15              | 13–28              | 11–13              |                    |
| New York Knicks      | 23                 | 59                 | .280               | 44                 | 15–26              | 8–33               | 5–19               |                    |

## Playoffs

### Primera ronda
Philadelphia 76ers vs. Washington Bullets 
| Fecha       | Partido                                        | Ciudad     |
| ----------- | ---------------------------------------------- | ---------- |
| 18 de abril | Philadelphia 76ers 94, Washington Bullets 95   | Filadelfia |
| 20 de abril | Philadelphia 76ers 102, Washington Bullets 97  | Filadelfia |
| 22 de abril | Washington Bullets 86, Philadelphia 76ers 91   | Landover   |
| 24 de abril | Washington Bullets 116, Philadelphia 76ers 111 | Landover   |
| 27 de abril | Philadelphia 76ers 134, Washington Bullets 109 | Filadelfia |
|             | Philadelphia 76ers gana las series 3-2         |            |

### Semifinales de Conferencia
Milwaukee Bucks  vs. Philadelphia 76ers
| Fecha       | Partido                                     | Ciudad       |
| ----------- | ------------------------------------------- | ------------ |
| 29 de abril | Milwaukee Bucks 112, Philadelphia 76ers 118 | Milwaukee    |
| 1 de mayo   | Milwaukee Bucks 119, Philadelphia 76ers 107 | Milwaukee    |
| 3 de mayo   | Philadelphia 76ers 107, Milwaukee Bucks 103 | Philadelphia |
| 5 de mayo   | Philadelphia 76ers 104, Milwaukee Bucks 109 | Philadelphia |
| 7 de mayo   | Milwaukee Bucks 113, Philadelphia 76ers 108 | Milwaukee    |
| 9 de mayo   | Philadelphia 76ers 126, Milwaukee Bucks 108 | Philadelphia |
| 11 de mayo  | Milwaukee Bucks 113, Philadelphia 76ers 112 | Milwaukee    |
|             | Milwaukee Bucks gana las series 4-3         |              |

## Estadísticas
| Rk | Jugador         | Edad | P  | PT | MP   | TC  | TCI  | %TC  | T3  | T3I | %T3  | TL  | TLI  | %TL  | RO  | RD  | RT   | AS  | RB  | TAP | BP  | FP  | PTS  |
| -- | --------------- | ---- | -- | -- | ---- | --- | ---- | ---- | --- | --- | ---- | --- | ---- | ---- | --- | --- | ---- | --- | --- | --- | --- | --- | ---- |
| 1  | Maurice Cheeks  | 29   | 82 | 82 | 39.9 | 6.0 | 11.1 | .537 | 0.0 | 0.2 | .235 | 3.4 | 4.1  | .842 | 0.7 | 2.2 | 2.9  | 9.2 | 2.5 | 0.3 | 2.9 | 2.0 | 15.4 |
| 2  | Charles Barkley | 22   | 80 | 80 | 36.9 | 7.4 | 13.0 | .572 | 0.2 | 0.9 | .227 | 5.0 | 7.2  | .685 | 4.4 | 8.4 | 12.8 | 3.9 | 2.2 | 1.6 | 4.4 | 4.2 | 20.0 |
| 3  | Moses Malone    | 30   | 74 | 74 | 36.6 | 7.7 | 16.8 | .458 | 0.0 | 0.0 | .000 | 8.3 | 10.6 | .787 | 4.6 | 7.2 | 11.8 | 1.2 | 0.9 | 1.0 | 3.5 | 2.6 | 23.8 |
| 4  | Julius Erving   | 35   | 74 | 74 | 33.4 | 7.0 | 14.7 | .480 | 0.1 | 0.4 | .281 | 3.9 | 5.0  | .785 | 2.3 | 2.7 | 5.0  | 3.4 | 1.5 | 1.1 | 2.9 | 2.6 | 18.1 |
| 5  | Sedale Threatt  | 24   | 70 | 27 | 25.1 | 4.4 | 9.8  | .453 | 0.0 | 0.3 | .042 | 1.1 | 1.3  | .833 | 0.3 | 1.4 | 1.7  | 2.8 | 1.3 | 0.1 | 1.5 | 2.2 | 9.9  |
| 6  | Bobby Jones     | 34   | 70 | 42 | 21.7 | 2.7 | 4.8  | .559 | 0.0 | 0.0 | .000 | 1.6 | 2.1  | .786 | 0.7 | 1.7 | 2.4  | 1.8 | 0.7 | 0.7 | 1.3 | 2.3 | 7.0  |
| 7  | Bob McAdoo      | 34   | 29 | 0  | 21.0 | 4.0 | 8.7  | .462 | 0.0 | 0.0 |      | 2.1 | 2.8  | .765 | 0.9 | 2.7 | 3.6  | 1.2 | 0.3 | 0.6 | 1.7 | 2.2 | 10.1 |
| 8  | Paul Thompson   | 24   | 23 | 8  | 18.8 | 3.0 | 8.4  | .361 | 0.1 | 0.5 | .167 | 1.6 | 1.9  | .860 | 1.2 | 1.6 | 2.7  | 1.0 | 0.7 | 0.7 | 1.3 | 2.1 | 7.8  |
| 9  | Terry Catledge  | 22   | 64 | 7  | 17.1 | 3.2 | 6.7  | .469 | 0.0 | 0.1 | .000 | 1.4 | 2.2  | .647 | 1.7 | 2.6 | 4.3  | 0.3 | 0.5 | 0.1 | 1.1 | 2.0 | 7.7  |
| 10 | Leon Wood       | 23   | 29 | 1  | 15.7 | 2.0 | 4.7  | .419 | 0.4 | 1.0 | .448 | 0.9 | 1.2  | .794 | 0.3 | 0.6 | 0.9  | 2.6 | 0.5 | 0.0 | 0.2 | 0.8 | 5.3  |
| 11 | Clemon Johnson  | 29   | 75 | 2  | 14.3 | 1.4 | 3.0  | .471 | 0.0 | 0.0 |      | 0.7 | 1.1  | .630 | 1.4 | 2.0 | 3.4  | 0.2 | 0.3 | 0.8 | 0.5 | 1.7 | 3.5  |
| 12 | Perry Moss      | 27   | 60 | 0  | 14.2 | 1.6 | 4.0  | .397 | 0.1 | 0.4 | .200 | 0.9 | 1.2  | .730 | 0.4 | 1.1 | 1.5  | 1.5 | 0.8 | 0.2 | 1.0 | 1.8 | 4.2  |
| 13 | Andrew Toney    | 28   | 6  | 0  | 14.0 | 1.8 | 6.0  | .306 | 0.0 | 0.3 | .000 | 0.5 | 1.3  | .375 | 0.3 | 0.5 | 0.8  | 2.0 | 0.3 | 0.0 | 1.2 | 1.3 | 4.2  |
| 14 | Greg Stokes     | 22   | 31 | 13 | 11.3 | 1.8 | 3.8  | .471 | 0.0 | 0.0 | .000 | 0.5 | 0.7  | .667 | 0.9 | 1.0 | 1.8  | 0.5 | 0.5 | 0.4 | 0.6 | 1.8 | 4.1  |
| 15 | Kenny Green     | 21   | 21 | 0  | 11.0 | 1.9 | 4.3  | .429 | 0.0 | 0.0 |      | 0.7 | 1.1  | .609 | 0.5 | 1.2 | 1.7  | 0.3 | 0.0 | 0.1 | 0.9 | 1.3 | 4.4  |
| 16 | Butch Carter    | 27   | 4  | 0  | 9.0  | 1.3 | 4.0  | .313 | 0.0 | 0.0 |      | 1.3 | 1.5  | .833 | 0.0 | 0.3 | 0.3  | 0.3 | 0.0 | 0.0 | 0.3 | 2.0 | 3.8  |
| 17 | Voise Winters   | 23   | 4  | 0  | 4.3  | 0.8 | 3.3  | .231 | 0.0 | 0.3 | .000 | 0.0 | 0.0  |      | 0.3 | 0.5 | 0.8  | 0.0 | 0.3 | 0.0 | 0.5 | 0.3 | 1.5  |
| 18 | Michael Young   | 25   | 2  | 0  | 1.0  | 0.0 | 1.0  | .000 | 0.0 | 0.0 |      | 0.0 | 0.0  |      | 0.0 | 0.0 | 0.0  | 0.0 | 0.0 | 0.0 | 0.0 | 0.0 | 0.0  |

## Galardones y récords
| Jugador         | Galardón                                    |
| Charles Barkley | 2.º Mejor quinteto de la NBA                |
| Maurice Cheeks  | Mejor quinteto defensivo de la NBA All-Star |
| Moses Malone    | All-Star                                    |
| Julius Erving   | All-Star                                    |